# 靜海軍節度使 (吳越)
靜海军节度使，五代十国吴越国的节度使，治所在温州（今浙江省温州市）。
后晋天福四年（939年）五月，在温州设立靜海军節度使，下辖温州一州。宋太宗太平兴国三年（978年），吴越国归降宋朝。北宋时温州为刺史州。政和七年（1117年），温州升应道军节度。建炎三年（1129年），罢军额。

## 历任节度使
- 钱弘僎（939年—940年）
- 钱元祐（947年—950年）
- 孙承佑（951年—953年）
- 钱弘儇（953年—965年）
- 钱仁俊（965年—967年）
- 钱昱（967年—974年）
- 杜叔詹（975年—977年）
- 皮光邻（978年）